# Томашково
Томашково (пол. Tomaszkowo, нім. Thomsdorf) — село в Польщі, у гміні Ставіґуда Ольштинського повіту Вармінсько-Мазурського воєводства.
Населення — 541 особа (2011).

## Демографія
Демографічна структура станом на 31 березня 2011 року:
|          | Загалом | Допрацездатний вік | Працездатний вік | Постпрацездатний вік |
| -------- | ------- | ------------------ | ---------------- | -------------------- |
| Чоловіки | 273     | 44                 | 214              | 15                   |
| Жінки    | 268     | 48                 | 182              | 38                   |
| Разом    | 541     | 92                 | 396              | 53                   |